# Nikita Nekrásov
Nikita Aleksándrovich Nekrásov (en ruso: Ники́та Алекса́ндрович Некра́сов; Moscú, Unión Soviética, 10 de abril de 1973) es un físico matemático y teórico de cuerdas en la Universidad de Stony Brook en Nueva York, y catedrático de la Academia Rusa de Ciencias.

## Formación y carrera
Nekrásov estudió en la Escuela N.º 57 de Moscú entre 1986 y 1989. Se graduó con honores en el Instituto de Física y Tecnología de Moscú en 1995, y se unió a la división teórica del Instituto de Física Teórica y Experimental. En paralelo, entre 1994 y 1996 estudió su posgrado en la Universidad de Princeton bajo la dirección de David Gross. Defendió su tesis doctoral, de título Four Dimensional Holomorphic Theories (Teorías holomorfas 4-dimensionales) en 1996.
Entre 1996 y 1999, fue elegido junior fellow en la Harvard Society of Fellows de la Universidad de Harvard, tras lo cual regresó a Princeton como Robert H. Dicke Fellow entre 1999 y 2000. En el 2000, se convirtió en profesor permanente en el Institut des Hautes Études Scientifiques. Durante 2010 fue profesor visitante en el Instituto C. N. Yang de Física Teórica y en el Centro Simons de Geometría y Física de la Universidad de Stony Brook. En 2013, se trasladó al Centro Simons de Geometría y Física como catedrático.

## Investigación
Nekrásov es conocido principalmente por su trabajo en teoría de gauge supersimétrica y en teoría de cuerdas. La función de partición de Nekrásov, que introdujo en un artículo de 2002, relaciona de manera intrincada los instantones en teoría de gauge, los sistemas integrables y la teoría de representación de álgebras de dimensión infinita. Por su descubrimiento de los instantones no conmutativos junto con Albert Schwarz en 1998, de los monopolos no conmutativos y cuerdas monopolares junto con David Gross en 2000 y por su trabajo con Aleksándr Gorskim en las relaciones entre teorías de gauge y sistemas de muchos cuerpos, recibió en 2004 el Premio Jacques Herbrand de la Academia de Ciencias de Francia. Por sus contribuciones a la teoría de cuerdas topológicas y a la construcción ADHM recibió en 2004 el Premio Hermann Weyl. En 2008, formuló junto con Davesh Maulik, Andréi Okunkov y Rahul Pandharipande un conjunto de conjeturas que relacionan la teoría de Grómov-Witten con la teoría de Donaldson-Thomas, por el que los autores recibieron el Premio Compositio en 2009.